# Ласло Пал
Ласло Пал (мађ. Pál László;  19. децембар 1934) је био мађарски фудбалер, члан Олимпијске репрезентације Мађарске, играо је на позицији нападача. у штампи је био популаран под именом Пал I.

## Каријера

### Клуб
Године 1955. прелази из ФК Епитек из Керменда у Халадаш из Сомбатхеља, где је прво добио прилику да у почетку игра у резервном тиму. Године 1961. прешао је из Диошђера ВТК у шампиона Вашаша. Већ је био члан шампионског тима следеће године. Крајем 1963. Чепел га је потписао. Од 1966. године постаје играч Буда Спартака.

### Репрезентација
Године 1960. био је члан тима који је учествовао на Олимпијским играма у Риму, али није играо.

## Достигнућа
- Прва лига Мађарске у фудбалу
  - шампион: 1961/62